# Tiamin
| Tiamin |                                                                                    |
| |                                                                                    |
| |                                                                                    |
| IUPAC-név | 3-[(4-amino-2-metil-5-pirimidinil)metil]- 5-(2-hidroxietil)-4-metiltiazolium       |
| Más nevek | tiamin; 2-[3-[(4-amino-2-metil-pirimidin-5-il)metil]-4-metil-tiazolium-5-il]etanol |
| Kémiai azonosítók                                                                                               |                                                                                    |
| CAS-szám | 59-43-8                                                                            |
| PubChem | 1130                                                                               |
| ChemSpider | 1098                                                                               |
| DrugBank | DB00152                                                                            |
| KEGG | D08580                                                                             |
| MeSH | Thiamine                                                                           |
| ChEBI | 18385                                                                              |
| \| SMILES \| \| -------------------------------- \| \| [Cl-].Cc1c(CCO)sc[n+]1Cc2cncnc2N \|                      |                                                                                    |
| InChIKey | JZRWCGZRTZMZEH-UHFFFAOYSA-N                                                        |
| Beilstein | 3595616                                                                            |
| Gmelin | 334462                                                                             |
| UNII | 4ABT0J945J                                                                         |
| ChEMBL | CHEMBL1547                                                                         |
| Kémiai és fizikai tulajdonságok                                                                                 |                                                                                    |
| Kémiai képlet                                                                                                   | C12H17N4OS+                                                                        |
| Moláris tömeg                                                                                                   | 265,356 g/mol                                                                      |
| Olvadáspont | 248–260 °C (sósavas só)                                                            |
| Ha másként nem jelöljük, az adatok az anyag standardállapotára (100 kPa) és 25 °C-os hőmérsékletre vonatkoznak. |                                                                                    |
| SMILES |                                                                                    |
| [Cl-].Cc1c(CCO)sc[n+]1Cc2cncnc2N                                                                                |                                                                                    |

A tiamin vagy B1-vitamin vagy aneurin a szénhidrátok, zsírok és alkoholok lebontásához és átalakításához, valamint a szívizom és idegsejtek megfelelő működéséhez szükséges anti-polineuritiszes vitamin. Felnőttek ajánlott napi bevitele kb. 1 mg, fiataloknak, férfiaknak, terhes és szoptató nőknek valamivel több.
Hiánya a piroszőlősav felszaporodását okozza a vérben és a központi idegrendszerben. Ennek következtében szívgyengeség léphet fel, valamint az agysejtek csökkent oxidációja miatt ideggyengeség (neuraszténia) jelentkezhet. Súlyos esetben beri-beri (B1-vitamin hiánybetegség) kialakulása.
Színtelen, vízben jól oldódó, hőre érzékeny, kristályos vegyület. Jellegzetes, csípős illata van.  A VIII. Magyar Gyógyszerkönyvben Tiamin-hidroklorid (Thiamini hydrochloridum)  néven hivatalos.  

Neve a „kén” jelentésű görög thio- előtagot tartalmazza, mert a bonyolult molekulában egy kénatom is található.
Az aneurin névben az a a görög anti- (αντι, ellen) rövidítése (ui. a B1-vitamint ideggyulladás ellen is adják), a neurin az ideg (νεύρο) szóból származik.

## Előfordulása
Fő forrásai: máj, élesztő, hántolatlan rizs, korpás búza, zabliszt, földimogyoró, sertéshús, hüvelyesek, és a legtöbb zöldségfélében is megtalálható (kivéve fehér rizs).
Szójabab